# Narayane Dossevi
Narayane Dossevi (née le 3 février 1983 à Chambray-lès-Tours) est une athlète française spécialiste du saut en longueur et du sprint. Elle participe également à des relais.
Internationale française, elle s'entraîne aujourd'hui avec Christophe Letellier au CA Montreuil, après être passée par le Stade Bordelais et l'A.S. Saint Junien.
Elle est la fille de l'ancien footballeur Othniel Dossevi ainsi que la sœur jumelle de Damiel Dossevi, lui aussi athlète.
Son cousin Mathieu Dossevi est l'actuel attaquant du club de football du Toulouse Football Club.

## Palmarès
| Date | Compétition                | Lieu     | Résultat | Performance |
| ---- | -------------------------- | -------- | -------- | ----------- |
| 2005 | Coupe d'Europe des nations | Florence | 8e       | 6,05 m      |
| 2010 | Championnats de France     | Valence  | 3e       | 6,47 m      |